# Світлотехніка

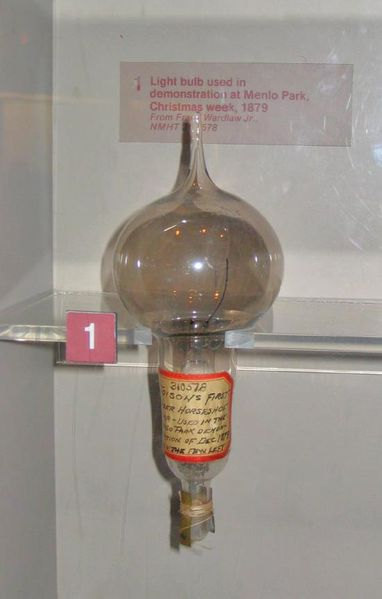
Перша лампа Томаса Едісона

Світлоте́хніка — область науки і техніки, предметом якої є дослідження принципів і розробка способів генерування, просторового розподілу і виміру характеристик оптичного випромінення, а також перетворення його енергії в інші види енергії і використання в різних цілях. Світлотехніка охоплює також конструкторську та технологічну розробку джерел випромінювання і систем керування ними, освітлювальних, опромінювальних і світлосигнальних приладів, пристроїв і установок, нормування, проектування, монтаж і експлуатацію світлотехнічних установок.

## Історія
Першими джерелами світла, що ними користувалися в давнину, були вогнища та запалені скалки з сухого дерева. Згодом з'явилися світильники, в яких полум'я підтримувалось на кінці пучка вовни (або ґнота з тканини), зануреного в жир або олію.
З 17 ст. почались наукові дослідження у галузі світлотехніки (праці Християна Гюйгенса, Ісаака Ньютона, П'єра Бугера, Йоганна Генріха Ламберта, Томаса Юнга та ін. вчених). З середини XIX ст. з освітлювальною метою використовували гас. Конструкцію однієї з перших гасових ламп запропонував львівський аптекар Ігнатій Лукасевич.
Томас Алва Едісон створив лампу розжарення.
Електричну дугу відкрили незалежно один від одного В. В. Петров і сер Гемфрі Деві. Надалі були розроблені люмінесцентні лампи, газорозрядні лампи високого тиску, металогалогенні лампи та ін.
Розвиток світлотехніки сприяв становленню електроніки.
У світлотехніці виділяють освітлювальну техніку, засоби якої використовують для освітлення, техніку світлосигнальну — для оптичної сигналізації, а також опромінювальну техніку, застосовувану при світлолікуванні, знезаражуванні води і харчових продуктів, сушінні лакофарбових покриттів тощо. Крім того, до світлотехніки належать світлопроєкційна техніка, використовувана при кінозніманні, копіюванні та проеціюванні, і техніка світловимірювальна.
Важливими галузями є будівельна світлотехніка, а також світлотехніка, пов'язана з перетворенням енергії світла на інші види енергії. Питання світлотехніки розглядаються, зокрема, у голографії, інфрачервоній техніці, квантовій електроніці, оптоелектроніці, обчислювальній техніці (оптична пам'ять).